# Jules Mutebutsi
Le colonel Jules Mutebusi aussi connu sous le nom de Jules Mutebutsi et Jules Mutebuzi, né en 1959 ou 1960, et mort le 9 mai 2014 à Kigali (Rwanda), est un officier rebelle issu de la communauté Banyamulenge, membre du Rassemblement congolais pour la démocratie (RCD), un mouvement politico-militaire sévissant dans l'est de la république démocratique du Congo, acteur majeur de la deuxième guerre du Congo.

## Biographie
Jules Mutebusi est formé par le Front patriotique rwandais (FPR)[réf. souhaitée], ex-rébellion rwandaise dirigée par Paul Kagame, aujourd’hui président du Rwanda et largement soutenue par le Rwanda au cours des dernières années[Quand ?].

### Prise de Bukavu
Le 26 mai 2004, des affrontements éclatent dans la ville de Bukavu dans la région du Sud-Kivu. Des soldats fidèles au colonel Mutebusi s'opposent aux forces armées de la république démocratique du Congo (FARDC) dirigé par le général Félix Mbuza Mabe, commandant de la 10ème région militaire. Les deux parties se rejettent la faute quant à l'origine des heurts. Dans la crainte de persécution, près de 3 000 civils,, principalement des Banyamulenge, fuient vers Cyangungu, au Rwanda, alors que 524 civils trouvent refuge dans l'enceinte de la Mission de l'Organisation des Nations unies pour la stabilisation en république démocratique du Congo (MONUC). Le 27 mai 2004, à la tête de trois à quatre mille hommes, Laurent Nkunda, un général renégat, part de Goma pour prêter main-forte à Mutebusi. Le 2 juin 2004 ils prennent possession de Bukavu, repoussant les FARDC dans les collines aux alentours de Bukavu. Le 9 juin 2004, à la suite des négociations avec les forces de maintien de la paix des Nations unies, les troupes de Nkunda et Mutebusi se retirent de Bukavu,, et les FARDC réinvestissent et reprennent le contrôle de la ville.

### Fuite et exil au Rwanda
Le 21 juin 2004, Jules Mutebusi et ses soldats sont chassés de Kamanyola par les FARDC, avec le soutien de la MONUC. Ils se réfugient au Rwanda, dans un camp militaire de la localité de Ntendezi, situé dans le district de Nyamasheke, et sont considérés par le Rwanda comme des réfugiés de guerre. Le Haut Commissariat des Nations unies pour les réfugiés (HCR) indique qu'ils n'ont pas mandat pour s'occuper de militaires fugitifs avant leur désarmement et leur démobilisation.
En août 2005, Mutebusi et ses troupes déposent une demande d'asile auprès des autorités rwandaises. Dans les jours qui suivent, le statut de demandeur d'asile leur est octroyé. Le ministre rwandais de l'Intérieur, Protrais Musoni a déclaré à l'AFP que Jules Mutebusi et ses troupes avaient certifié par écrit avoir renoncé à la lutte armée, et qu'il était donc dans l'obligation des autorités rwandaises, en application avec les lois internationales, d'aider ces réfugiés.
Le 9 mai 2014, Jules Mutebusi décède à Kigali, dans un hôpital, à l'âge de 54 ans,.

## Exactions, violations de droits humains et crime de guerre
Durant la période des combats à Bukavu, des violations de droits humains et des crimes de guerre ont été documentés par Human Rights Watch. Ces exactions ont été perpétrées aussi bien par des soldats de l'armée régulière, sous le commandement du général Mabe, que par les forces armées rebelles dirigées par le général Nkunda et le colonel Mutebusi. 
Laurent Nkunda et Jules Mutebusi ont affirmé que leurs actions visait à protéger d'un génocide la communauté Banyamulenge de Bukavu perpétré par les FARDC. Bien que des exactions à l'encontre de cette communauté aient bien eu lieu, les conclusions de l'enquête de la MONUC contredisent les affirmations des officiers renégats, en excluant la possibilité d'un génocide,.
Dans les jours qui suivent la prise de Bukavu, les troupes dirigées par Nkunda et Mutebusi commettent des meurtres, des viols et divers autres abus contre la population civile ,.  Un mandat d'arrêt international à l'encontre de Jules Mutebusi est émis par les autorités congolaises, il est accusé d'insurrection, de crimes de guerre et de crimes contre l'humanité,.